# Kaán Miklós
Kaán Miklós (Budapest, 1937. december 15. – Budapest, 2018. december 24.) magyar fogorvos, egyetemi tanár; az orvostudományok kandidátusa (1976). Felesége Keszler Borbála Széchenyi-díjas nyelvész, nyelv- és írástörténész, egyetemi oktató.

## Életútja
Kaán Géza (1901–1969) orvos és Sehl Katalin (1900–1975) fiaként született. 1962-ben a Budapesti Orvostudományi Egyetemen szerzett diplomát. 1962–64-ben a BOTE Fogpótlástani Klinikáján gyakornokként tevékenykedett. 1964–71 tanársegéd, 1971–78 adjunktus, 1978–83 docens, 1983-től egyetemi tanár volt. 1994 és 2002 között a Magyar Orvosi Kamara alelnöke, 1998-ban elnöke volt. Fő kutatási területe a teljes fogatlanok protetikai rehabilitációja, a teljes lemezesek fogpótlások készítése volt. 

## Művei
- A klinikai fogpótlástani gyakorlatok vezérfonala (1973, társszerző)
- Klinikai fogpótlástan (1982, társszerző)
- Orális biológia (1986, társszerző)
- A fogpótlástan alapjai (1997, társszerző)